# Taku Miki
Taku Miki (japanisch 三木 卓, Miki Taku; * 13. Mai 1935 in Tokio; † 18. November 2023) war ein japanischer Schriftsteller.

## Leben und Werk
Miki machte seinen Studienabschluss an der Waseda-Universität. Die Grundlage für seine Arbeiten bildeten seine schwierige Kindheit in der Mandschurei und Japans Niederlage im Zweiten Weltkrieg. Er war Autor der Lyrikzeitschriften Han und Shi soshiki. Er veröffentlichte Gedichtbände, Romane, Essays und Literaturkritiken sowie ein Jugendbuch. Er erhielt den Takami-Jun-Preis für Waga kidi Rando (1971), den Akutagawa-Preis für Hiwa (1973), den Tanizaki-Jun’ichirō-Preis für Roji (1997) und den Yomiuri-Literaturpreis für Hadashi to kaigara (1999).

## Werke
- Tokyō gozen sanji, Lyrik, 1959
- Waga kidi Rando, Lyrik, 1971
- Hiwa, Roman, 1972
- Furueru shita, Roman, 1974
- Tokyo bishiteki hokō, Essays, 1975
- Kotoba no suru shigoto, Literaturkritiken, 1975
- Karera ga hashirinuketa hi, Roman, 1978
- Potapota, Jugendroman, 1984
- Gyosha no aki, Roman, 1985
- Koguma-za no otoko, Roman, 1989